# Samoakungsfiskare
Samoakungsfiskare (Todiramphus recurvirostris) är en fågel i familjen kungsfiskare inom ordningen praktfåglar.

## Utbredning och systematik
Fågeln förekommer i västra Samoa (öarna Apolima, Upolu och Savai'i). Vissa behandlar den som underart till helig kungsfiskare (Todiramphus sanctus).

## Status
IUCN kategoriserar arten som livskraftig.